# Прудовая (приток Васюгана)
Прудовая — река в России, протекает по Каргасокскому району Томской области, левый приток Васюгана. Устье реки находится в 22 км по левому берегу реки Васюган. Длина реки составляет 28 км. Около устья реки расположено урочище Жёлтый Яр.

## Данные водного реестра
По данным государственного водного реестра России Прудовая относится к Верхнеобскому бассейновому округу, водохозяйственный участок реки — Васюган, речной подбассейн реки — бассейны притоков Оби (верхней) от Кети до Васюгана. Речной бассейн реки — Обь (верхняя) до впадения Иртыша.
Код объекта в государственном водном реестре — 13010800112115200031000.